# South Jordan
South Jordan es una ciudad ubicada en el condado de Salt Lake en el estado estadounidense de Utah. En el año 2000 tenía una población de 22.038 habitantes. 

## Geografía
South Jordan se encuentra ubicado en las coordenadas 40°42′28″N 111°53′21″O / 40.70778, -111.88917. Según la Oficina del Censo, la localidad tiene un área total de 17,9 km² (6,9 mi²), de la cual toda es tierra.

## Demografía
Según la Oficina del Censo en 2000, había 22.038 personas residentes en el lugar, 75,4% de los cuales eran personas de raza blanca. Los ingresos medios por hogar en la localidad eran de $29,801, y los ingresos medios por familia eran $35,353. Los hombres tenían unos ingresos medios de $26,173 frente a los $23,755 para las mujeres. La renta per cápita para la localidad era de $15,474. Alrededor del 16.3% de la población de South Jordan estaba por debajo del umbral de pobreza.